# Crimen de exterminio
El crimen de exterminio consiste en la imposición intencional de condiciones de vida, entre otras la privación del acceso a alimentos o medicinas, encaminadas a causar la destrucción a una parte de una población. Este acto deberá cometerse como parte de un ataque generalizado o sistemático contra una población civil y con conocimiento de dicho ataque.
En sentido estricto, se trata de un crimen contra la humanidad. Si estos actos se realizan para destruir a un grupo nacional, étnico, racial o religioso como tal se convierten en constitutivos del crimen de genocidio.
El exterminio está penado en el artículo 7 del Estatuto de la Corte Penal Internacional, organismo que es competente para examinar y enjuiciar las violaciones a este derecho. 
En Ecuador, el Código Orgánico Integral Penal (COIP) —que entró en vigencia el 10 de agosto de 2014— tipifica como infracción el exterminio en su artículo 81, el mismo que establece una sanción de pena privativa de libertad (reclusión) que varía entre los 26 a 30 años a las personas que «de manera deliberada, generalizada o sistemática, destruya total o parcialmente la identidad cultural de pueblos en aislamiento voluntario».